# Stankova, Kaluș
Stankova (în ucraineană Станькова) este localitatea de reședință a comunei Stankova din raionul Kaluș, regiunea Ivano-Frankivsk, Ucraina.

## Demografie
Componența lingvistică a localității Stankova
     Ucraineană (99,76%)
     Alte limbi (0,24%)
Conform recensământului din 2001, majoritatea populației localității Stankova era vorbitoare de ucraineană (99,76%), existând în minoritate și vorbitori de alte limbi.